# Walter Scolar
Walter Scolar byl československý devítiválcový vzduchem chlazený hvězdicový motor pro pohon lehkých, akrobatických letadel. Byl vyvinut ve 30. letech 20. století a byl vyráběn Akciovou společností Walter, továrnou na automobily a letecké motory v Praze-Jinonicích od roku 1936.

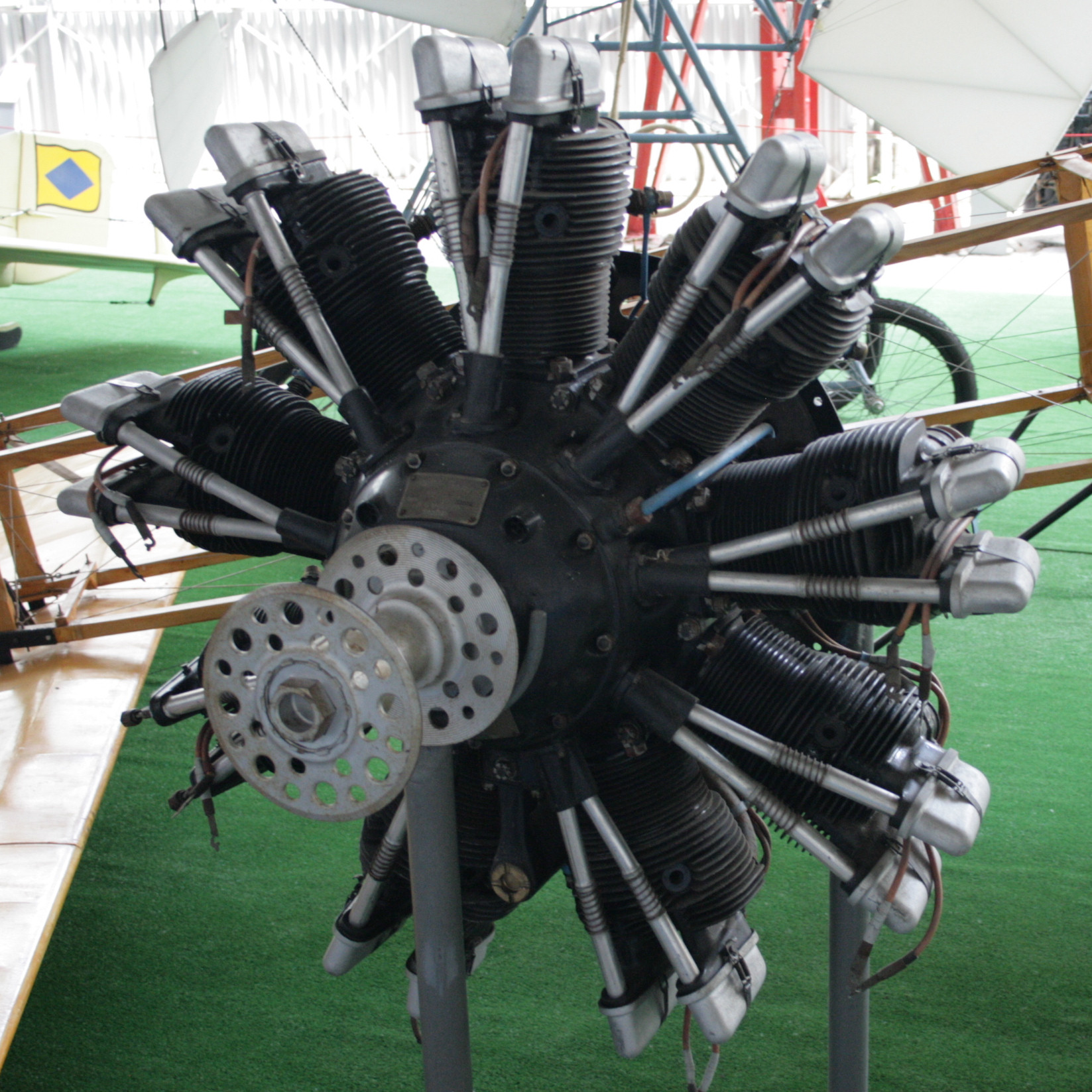
Walter Scolar, Muzeum letectví Košice 2010

## Vznik a vývoj
Walter Scolar byl posledním motorem v řadě motorů Walter NZ-120 (1927–1931), Walter Mars (1929–1932), Walter Gemma (1933–1939), Walter Bora (1934–1939), Walter Bora II a Walter Bora II-R (1935–1939). Oproti svým předchůdcům měl zkrácený zdvih za 120 mm na 100 mm. Po homologaci, která proběhla v roce 1936, byl používán především na československých letounech firmy Beneš-Mráz z Chocně.
Motor byl řešen speciálně s ohledem na použiti ve školních letadlech tzn. při konstrukci byly vzaty v úvahu požadované vlastnosti jako jsou spolehlivost, trvanlivost i při zvýšeném namáhání ve školním provozu, konstrukční jednoduchost, snadná a jednoduchá obsluha. Průměr motoru byl však oproti svým předchůdcům zmenšen zkrácením zdvihu a v konstrukci bylo použito všech nových poznatků, získaných při stavbě motorů s vysokou výkonností. Tak bylo dosaženo u motoru SCOLAR vlastnosti, charakterizovaných těmito údaji: při obsahu 78 litrů a průměru 98 cm má nominální výkonnost 160 k. s. při 2200 ot./min. a nejvyšší výkonnost 180 k s při 2500 ot./min.: specifická výkonnost je 23 1 kg/k. s.
Počty vyrobených motorů Walter Scolar oficiální statistiky neuvádějí, ale zřejmě se jednalo jen o desítky kusů. Motory Walter Scolar byly představeny koncem roku 1936 na aerosalonu v Paříži a pak byly součástí expozic továrny Walter na leteckých výstavách v Praze (červen 1937), na II. mezinárodním aerosalonu v Miláně (říjen 1937) a opět na aerosalonu v Paříži (leden 1939), ale počet jejich aplikací to nerozšířilo. Motor Walter Scolar je vystaven v Leteckém muzeu Kbely a ve Slovenském technickém múzeu, pobočka Múzeum letectva v Košicích.

## Popis motoru
Byl to devítiválcový, hvězdicový motor s vrtáním 105 mm a zdvihem 100 mm (9H). Klasický benzinový motor (oktanové číslo min. 73) s karburátorem Stromberg NAR 62. Motor s příslušenstvím měl hmotnost 165 kg a v této hmotnosti, která je poměrně nízká s ohledem na nutnou robustní konstrukci motoru, jsou zahrnuty všechny potřebné pohony. V základním příslušenství měl pohon palivové pumpy, otáčkoměru, rozdělovače pneumatického spouštěče, příruby pro mechanický, externí spouštěč, za karburátorem kompresor v nasávacím systému a montážní okruží. Lopatkové kolo kompresoru mělo shodné otáčky s klikovou hřídelí. Při zkráceném zdvihu se zmenšila i jeho velikost – průměr snížen na 984 mm, což dovolilo – oproti jeho předchůdcům zvýšit nominální a maximální otáčky motoru. Pomocné pohony, uspořádané na motoru, jsou přizpůsobeny potřebným instalacím ve školních letadlech: ozubec na hřídeli pohonů a příruba na zadním víku pro mechanicky spouštěč, rozdělovač pneumatického spouštěče. pohon otáčkoměru a pohon palivové pumpy Přední konec klikového hřídele má normalizované drážkování pro montáž kovových vrtuli.
Kliková skříň se skládala ze dvou hlavních polovin, dělených ve střední rovině válců, z mezistěny, předního víka se 2 větrači a zadního víka s nástavcem pohonů. Zadní víko obsahovalo kruhovou komoru rozváděcího lopatkového kola. Nosné části klikové skříně byly vyrobeny z hliníkové slitiny vysoké pevnosti, méně namáhané části z elektronu. Ke skříni byl připojen hlavními šrouby plechový montážní kruh. Válce byly vykovány z oceli a opracovány v celku s chladicími žebry a upevňovací přírubou. Hustě žebrovaná hlava ze zvláštní hliníkové slitiny je za horka našroubována na válec. Do hlavy byla zalisována a zaválcována sedla ventilu, zalisována vedení ventilů a zatažena pouzdra pro svíčky a spouštěcí ventilky. Do sacího a výfukového hrdla byla zašroubována ocelová pouzdra pro připojení příslušných potrubí. Klikový hřídel, vykovaný z oceli Poldi L-Vitrix Sp. 52 byl dvojdílný; spojení obou polovin bylo provedeno sevřením klikového čepu v rozříznuté hlavici zadního ramene, stažené šroubem. Dutin hřídele bylo využito k rozvádění mazacího oleje. Hřídel byl uložen ve dvou hlavních válečkových ložiskách v klikové skříni a v tlakovém kuličkovém ložisku v předním víku: to zachycovalo osové síly vrtule. Vzadu byl připojen k hřídeli drážkami nástavec pro pohon magnet, olejové a palivové pumpy a otáčkoměru, ukončený ozubcem pro spouštěč. Přední konec klikového hřídele měl normalizované drážky podle ČSN-AE-5.2 č. 10 pro nasazení vrtulové hlavy.

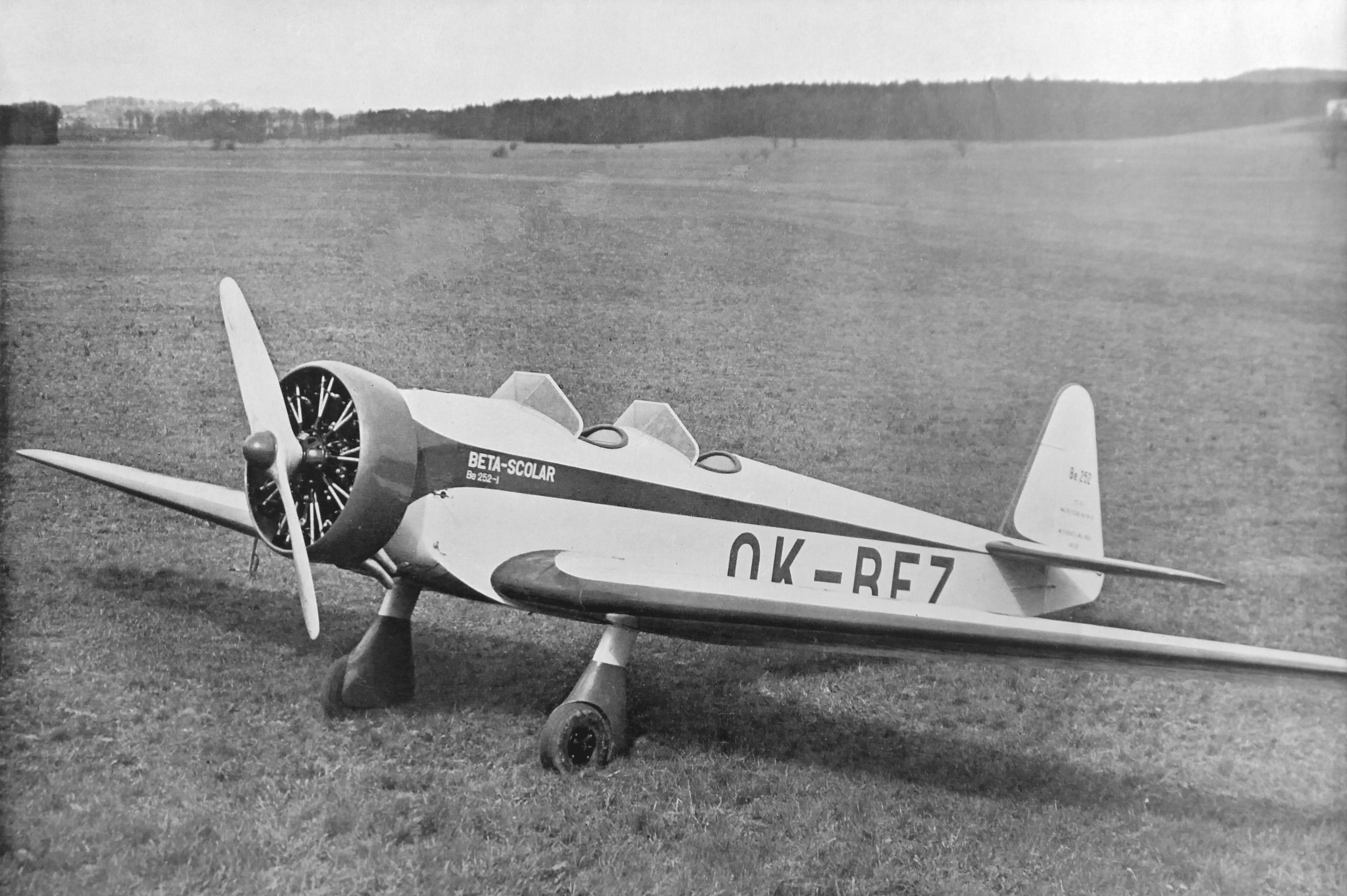
Walter Scolar a Beneš-Mráz Be-252 Beta-Scolar (1937)

## Použití
Jednokřídlé dolnoplošníky Beneš-Mráz Be-252 Beta Scolar a jeho následník Be-252C Beta Scolar, ve kterých byl tento motor použit, navrhl ing. Beneš v roce 1937 resp. 1938 (Továrna na letadla, ing. Pavel Beneš a ing. Jaroslav Mráz, Choceň). Jednalo se o dvousedadlový cvičný letoun pro výcvik ve vysoké akrobacii, popřípadě ke kondičním letům s instruktorem. Letoun byl zalétán v dubnu 1938. Drak předchozího typu Beneš-Mráz Be-52 byl ponechán téměř beze změny. Při letových zkouškách se Walter Scolar projevil velmi dobře, zejména při vertikálních obratech. Zklamání však přinesly vlastnosti prototypu Be-252 (OK-BEZ) ve vývrtce. V zimě 1938 zkoušky pokračovaly a vedly k přestavbě letounu na typ Be-252C. Změna byla provedena jednoduše – na původní plochý trup byly připevněny lehké tvarové přepážky a celek s trupem vejčitém průřezu byl doplněn podélnými lištami. Navíc byly upraveny aerodynamické přechody mezi křídlem a trupem. Kabina dostala průběžný prosklený, zcela uzavřený kryt. Firemní šéfpilot Petr Široký zalétal prototyp Be-252C (OK-YOA) v březnu 1939 jen několik dnů před okupací. Ještě v československém zbarvení a imatrikulací, ale se svastikou na ocase byl pak Be-252C používán německou Luftwaffe jako cvičný letoun.

## Použití v letadlech

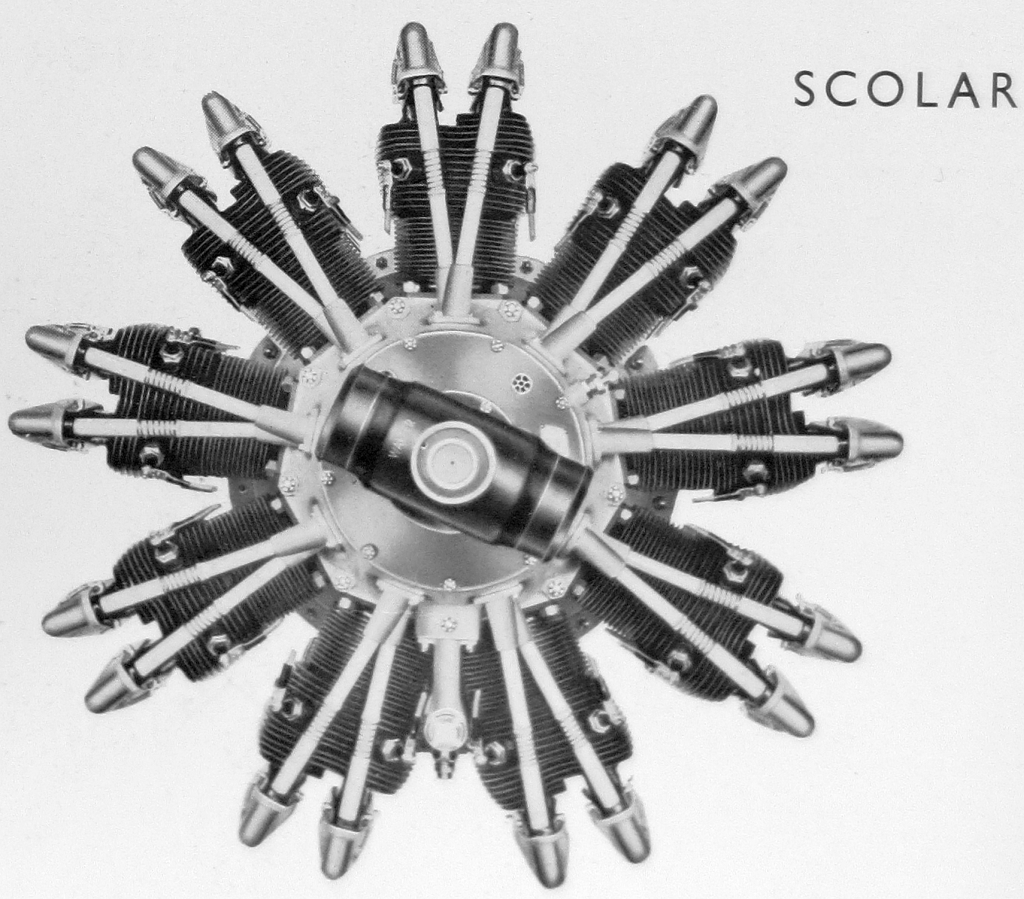
Walter Scolar (1936)

- Beneš-Mráz Be-252 Beta-Scolar
- Beneš-Mráz Be-252C Beta-ScolarWalter Scolar (1936)

## Technická data
- Typ: čtyřdobý zážehový vzduchem chlazený hvězdicový letecký devítiválec[7][8][9]

- Počet válců: 9
- Vrtání válce: 105 mm
- Zdvih pístu: 100 mm
- Celková plocha pístů: 779 cm²
- Zdvihový objem motoru: 7793 cm³
- Celkový průměr: 984 mm
- Délka: 880 mm
- Hmotnost suchého motoru: 155–165 kg (dle vybavení příslušenstvím)

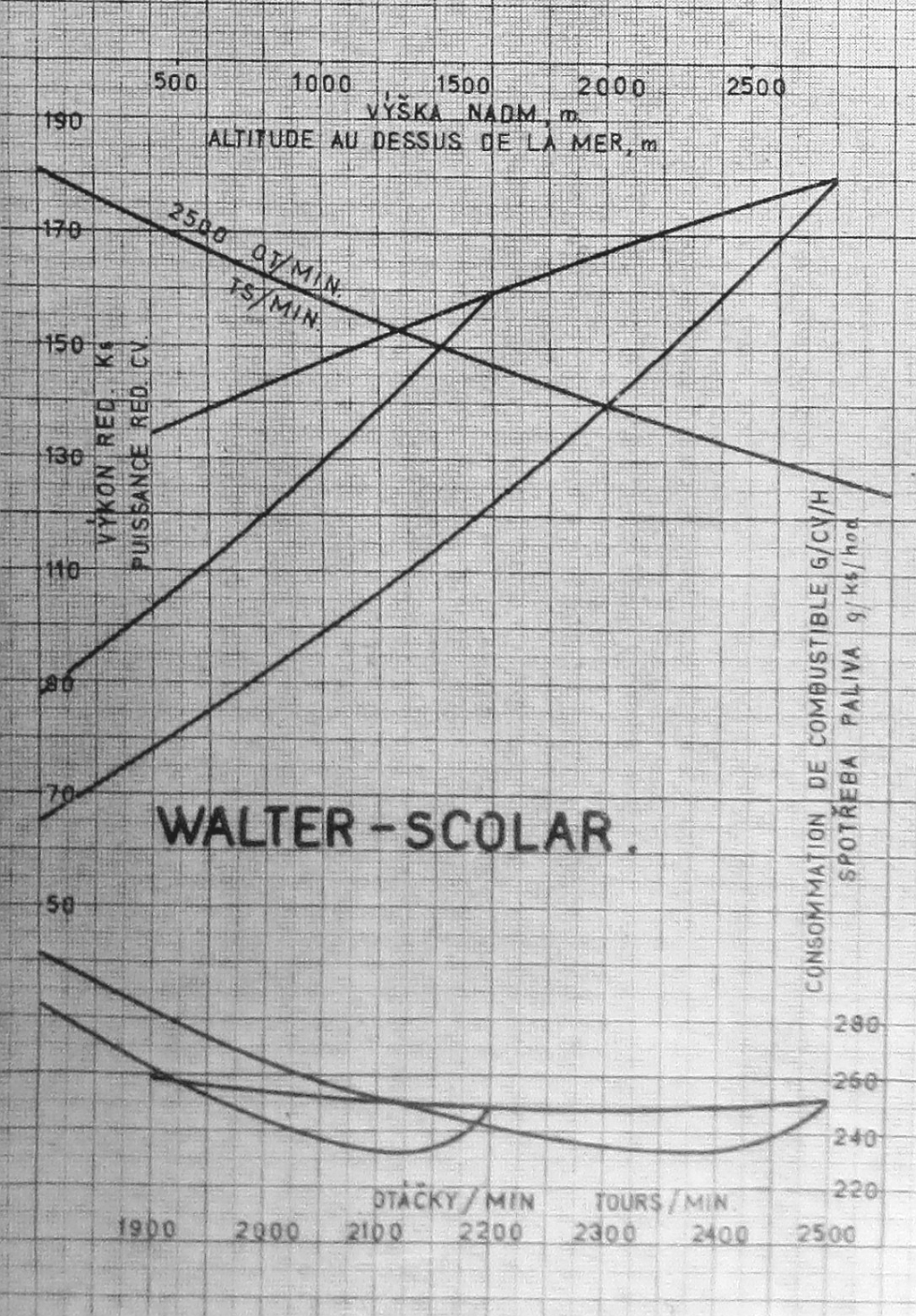
Walter Scolar (1936), charakteristiky

### Součásti
- Ventilový rozvod: jeden sací a jeden výfukový ventil na válec, rozvod OHV
- Příprava palivové směsi: karburátor Stromberg NAR 62
- Požadavek na paliva: min. 73oktanový letecký benzín
- Spotřeba: 240 g·h−1·k−1 / 326 g·h−1·kW−1
- Mazání: tlakové oběžné, se suchou klikovou skříní
- Spotřeba oleje: 6–10 g·h−1·k−1 / 8,2–13,6 g·h−1·kW−1
- Chladicí soustava: chlazení vzduchem
- Pohon: dvoulistá dřevěná vrtule, alternativně kovová

### Výkony
- Nominální, jmenovitý výkon: 160 k (118 kW) při 2200 ot/min
- Maximální (vzletový) výkon: 180 k (132 kW) při 2500 ot/min
- Kompresní poměr: 5,4:1
- Poměr max. výkonu k objemu (specifická výkonnost): 23,1 k/l (17,0 kW/l)
- Poměr max. výkonu k hmotnosti (specifická hmotnost): 1,16 k/kg (0,85 kW/kg)